# Кожа (материал)

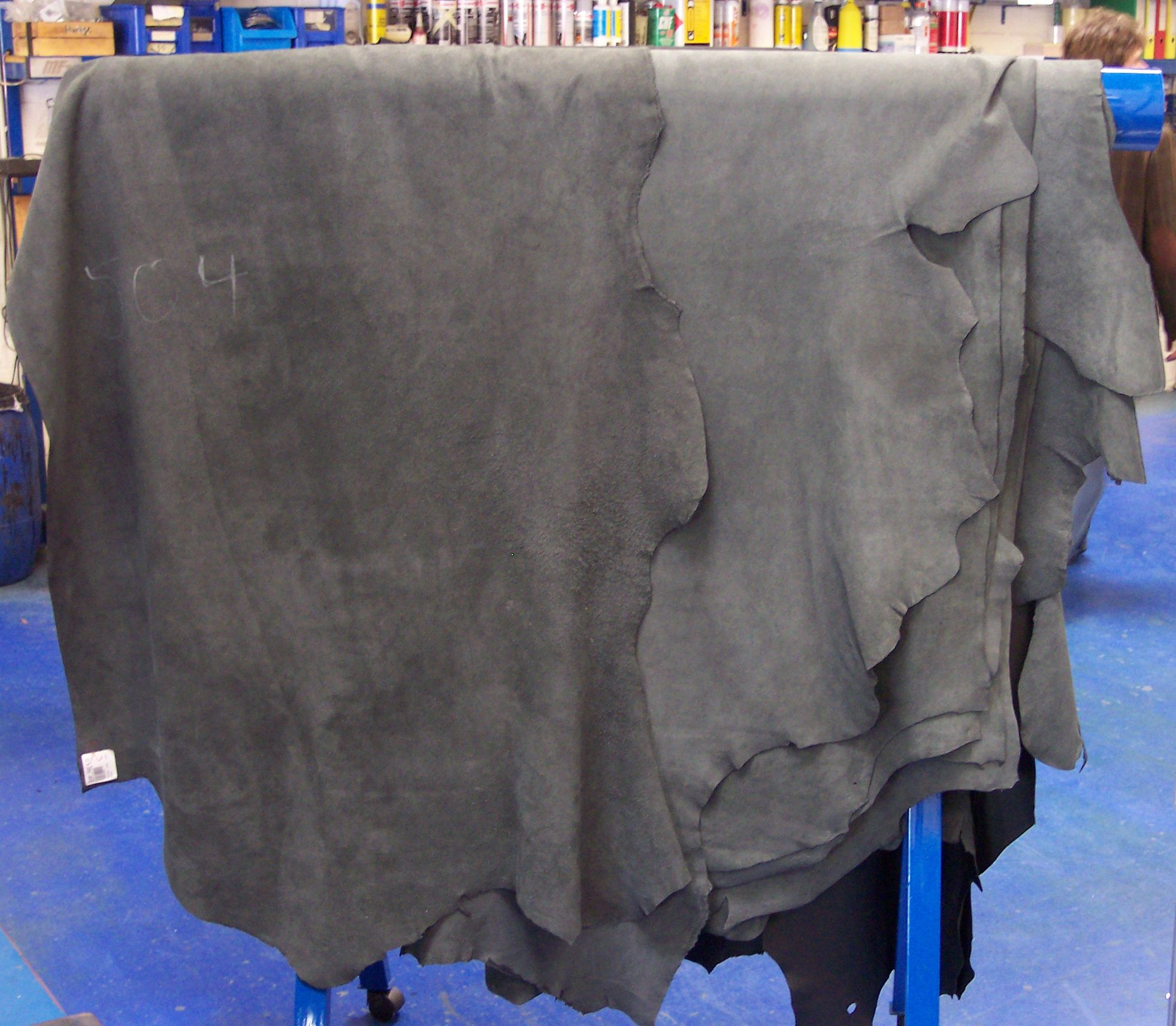
Готовые кожи

Кожа — прочный, гибкий и долговечный материал, получаемый путём выделки шкур в условиях традиционного хозяйства или промышленного предприятия; отдельную категорию представляет меховое производство.
Производится множество сортов кожи с разнообразными свойствами. Опоек, шкура с годовалого телёнка — габе́лок (юж., зап., нем. Kalbfell). 

## История
По материалам археологических раскопок можно судить о владении техникой обработки кожи и изготовления из неё аксессуаров и одежды — упоминания о кожевенном ремесле значатся в клинописных табличках библиотеки ассирийского царя Ашшурбанипала, в исторических текстах династии Хаммурапи; много информации о владении египтянами кожевенным делом можно извлечь из росписей гробниц — например, во фрагменте росписи гробницы Рехмира изображен процесс раскроя, мездрения, отмоки, дубления и художественной выделки кожи.
На Руси возникновение кожевенного дела датируется 6-7 веком; археологические раскопки в Новгороде и Москве указывают на существование кожевенных мастерских в 11-12 веках. Упоминания о декоративной отделке кожи можно найти в летописях — в летописи 1252 года о князе Даниле упоминаются сапоги, шитые золотом; а в летописи о Дмитрии Донском — пояс, расшитый золотом и декорированный ювелирными камнями. В Библии есть первое упоминание о кожаной одежде в книге Бытие 3:21 «И сделал Господь Бог Адаму и жене его одежды кожаные, и одел их».
Сама по себе кожа — материал, который люди начали обрабатывать и использовать одним из первых. Уже в эпоху позднего палеолита простейшая одежда из обычных шкур заменяется сшитыми одеждами из кожи и меха. Тогда же появляются первые декоративные приёмы — вышивка (бусинами и т. п.), раскраска, аппликация. И даже открытие ткачества не вытеснило кожу из быта — ремни, сумки, обувь, доспехи.
У разных народов имелось множество традиционных способов выделки кожи. Но все способы можно свести к трём или четырём при которых получаются принципиально разные продукты. Сырая кожа — минимум обработки. Сыромятная кожа — выделка без дубления. «Сыромятное дубление» — слабое дубление квасцами. Дублёная кожа — прошедшая операцию жирового дубления или дубления растительными и позднее искусственными химическими дубильными веществами. Сырая кожа имела узкую область применения. А вот сыромятная была основной с древнейших времён для изготовления одежды, обуви и т. п. Дубление с помощью растительных танинов тоже было известно с древности, но далеко не у всех народов. Сейчас же дублёные кожи используются практически повсеместно.
Происхождение материала придавало ему и сакральное значение. В книге «Фольклор в Ветхом завете» Джеймс Джордж Фрэзер описывает древние семитские и африканские ритуалы, в которых кожаные кольца и браслеты являются ключевыми элементами. Индейцы Южной Америки до сих пор верят в магическую силу кожаных амулетов, а австралийские аборигены делают волшебные ловушки сновидений из выделанных и разрисованных шкурок летучих мышей. Подобное применение кожи мы находим и у других народов.

## Строение кожи
В коже животного различают (не считая волосяного покрова) три слоя, которые в процессе выделки или преобразуют, или удаляют.
1. Верхний, эпидермис (кожица) — наружный слой, состоящий из плоского эпителия, ткани, образующей также основную часть желёз. Составляет от 2 до 5 % от толщины шкуры.
2. Средний, дерма — основной слой, образуемый белковыми коллагеновыми волокнами. Подразделяется на:
  - Сосочковый слой — слой, пронизанный волосяными каналами. В некоторых видах кож (козлина, овчина) является основным для выделки.
  - Сетчатый — от сосочкового слоя отделяется примерно по линии глубины залегания жировых и потовых желез, волосяных луковиц. Именно этот слой в основном определяет механические свойства кожи (растяжимость, прочность) у кож крупного рогатого скота.
3. Нижний, подкожная клетчатка, мездра — рыхлый, насыщенный жиром слой. Этот слой удаляется при мездрении и строгании (выравнивания толщины шкуры со стороны бахтармы).

## Некоторые кожевенные термины
- Лицо — обращённая наружу лицевая часть кожи.
- Мерея — рисунок на поверхности шкуры, образованный следами от удалённых вместе с эпидермой волосяных сумок в результате выделки шкуры.
- Бахтарма — внутренняя поверхность кожи, образуемая после мездрения.

## Способы выделки
При выделке получают различные виды кож (а также меха), которые можно разделить на три части: сырая кожа, сыромятная кожа и дублёная кожа.
Свежая (парная) кожа гибка из-за того, что её коллагеновые волокна не склеены между собой. Жёсткой или ломкой высохшая кожа становится оттого, что эти волокна склеиваются в сплошную массу и теряют свою подвижность. Таким образом, для выделки кожи необходимо ввести в её дерму такое вещество, которое отделило бы волокна друг от друга. При дублении такими веществами служат дубители, способные создавать химические связи между волокнами, но одновременно не позволяющие им раскисать и склеиваться. При других способах обработки может использоваться какой-либо жир: он также не позволит волокнам слипаться друг с другом (сыромятная кожа).
Несмотря на различие в методах и рецептах обработки для получения разных видов конечной продукции, имеются общие обязательные этапы.
Первая универсальная операция — мездрение, при которой шкура лишается остатков мяса, жира и подкожной жировой клетчатки. Затем, если требуется, производят обезволашивание или золение, удаляя шерсть и эпидермис. Полученный продукт называют гольём. На этом этапе можно остановиться и получить так называемую сырую кожу или пойти дальше по пути получения сыромятной или дублёной кожи. Видов последней сейчас имеется большое количество. Соответственно и рецептов выделки также множество.

## Некоторые виды дубления
- Алюминиевое дубление — используется при изготовлении лайки, для обработки кож хромового/таннидного дубления для повышения их наполненности. Возможно одновременное использование алюминиевых и органических дубителей.
- Дубление соединениями железа практически не используется из-за свойств трёхвалентного железа катализировать разрушение коллагена[2].
- Жировое дубление — один из старейших методов дубления, который используется при производстве замши.
- Растительное (таннидное) дубление — в процессе выделки используется дубовая кора (отсюда «дубление») и другие ингредиенты, получаемые из растений, коры деревьев и подобных источников. В результате получается эластичный материал коричневого цвета. Нужного оттенка добиваются, варьируя количество и качество применяемых ингредиентов и подбирая цвет сырья. Кожа растительного дубления не является водостойкой. При воздействии влаги она изменяет цвет, а если впитает жидкость и затем высохнет, то уменьшится в размере (сядет) и отвердеет, станет менее эластичной. В горячей воде данный вид кожи сильно садится и становится твёрдым, хрупким материалом, что ограничивает возможность его использования.
- Титановое дубление не окрашивает бахтарму
- Хромовое дубление — мягкость и эластичность кож хромового дубления выше, чем у таннидного дубления. Более устойчивый к действию высоких температур. Во влажных условиях быстрее намокают и медленнее высыхают. Хромовый дубитель окрашивает бахтарму в серо-зелёный цвет.
- Циркониевое дубление — кожи циркониевого дубления имеют хорошую прочность и сопротивление к истиранию. Циркониевый дубитель не окрашивает бахтарму.

## Особенности шкур различных животных и виды сырья
[уточнить]
- Шкура КРС (крупного рогатого скота)
  - Опоек-склизок — шкуры неродившихся или мертворождённых телят. Используется для выработки галантерейных кож.
  - Опоек — шкуры телят возрастом до 3 мес. Опоек и опоек-склизок отличаются хорошей эластичностью и большой прочностью. Используется для выработки обувных кож.
  - Выросток — шкуры телят, перешедших на растительную пищу. Имеют перелинявший более грубый волосяной покров. Используется для выработки обувных кож.
  - Полукожник — шкуры тёлок и бычков возрастом не более полутора лет. Масса шкур в парном виде — 10—13 кг. Используются для выработки обувных и технических кож.
  - Бычок — шкуры молодых бычков. Используется для выработки обувных и технических кож.
  - Яловка — шкуры коров. Шкура нетелившейся коровы более плотная и равномерная по толщине; по качеству превосходит бычка и бычину. Шкура телившейся коровы отличается небольшим чепраком и большими по размеру тонкими полами.
  - Бычина — шкура кастрированных быков. Имеет негустой волосяной покров. Используется для выработки обувных, шорно-седельных и технических кож, сыромяти.
  - Бугай — шкура некастрированных быков. По сравнению с бычиной, имеет утолщенные полы, воротки, огузки; более сморщенная кожа. Используется для выработки технических кож и сыромяти.
- Конские шкуры — из-за многочисленных сильно развитых потовых и сальных желез дерма более рыхлая, нежели чем у шкур КРС. Передина более подходит для изготовления мягких кож; хаз используют для изготовления жёсткой кожи.
  - Склизок — шкуры неродившихся или мертворождённых жеребят. Почти отсутствует шерсть, грива не развита; по свойствам близка к опойку. Используется для выработки галантерейных кож.
  - Жеребок — шкуры молочных или перешедших на растительный корм жеребят. Шкура равномерна по толщине и почти не имеет дефектов, из-за чего высоко ценится. Используется для выработки галантерейных кож и кож верха обуви.
  - Выметка — шкуры конского молодняка возрастом до года. Применяется для выработки кож верха обуви.
  - Крупное конское сырьё — шкуры площадью до 400 дм² и толщиной 1,5—3 мм.
- Овечьи шкуры обладают большой толщиной сосочкового слоя дермы, от 50 % — у тонкорунных и до 80 % — у грубошёрстных. Таким шкурам присуща невысокая прочность и хорошая пластичность. Из-за слабой связи между сетчатым и сосочковым слоем дермы может наблюдаться отставание этих слоёв. Используется для выработки шеврета и галантерейных кож.
- Шкуры коз имеют большую толщину сетчатого слоя (до 60 %), плотное сплетение коллагеновых пучков, что делает эти шкуры плотными и прочными при небольшой их толщине. Используется для выработки шевро.
- Свиные шкуры имеют большую толщину эпидермиса; границы сосочкового и сетчатого слоя нивелируются из-за залегания щетины на всю толщину дермы. Дерма рыхлая, с большими включениями жира. Мерея образует довольно большие отверстия, что ограничивает её применение.
- Из шкуры верблюдов получается малопрочная кожа невысокого качества, используемая для кожгалантереи.
- Шкуры оленей — из этих шкур методом жирового дубления может изготавливаться замша.

## Раскрои сырья и готовых кож
В производстве кожи раскраиваются и имеют различные конфигурации. Это определяется размером шкуры и ассортиментом готовых кож.
- целая кожа.
- полукожа — половина шкуры, разрезанная по хребтовой линии.
- кулат — шкура с отрезанным воротком.
- вороток — часть шкуры с шейной части, обычно имеет много пороков.
- башка — кожа с головы.
- чепрак — наиболее ценная часть шкуры — спинная часть, не имеющая пол и воротка. Может составлять до 55 % по площади от площади всей шкуры. Может делиться на «верхний чепрак» и «нижний чепрак». Обычно используется для производства ремней, сумок и других изделий, требующих высокой плотности сырья.
- крупон — чепрак, вырезанный в виде прямоугольника.

Участки шкуры с наибольшим количеством дефектов:
- лапы.
- пола — часть шкуры с брюшины.
- пашины — участки шкуры, прилегающие к лапам с брюшной стороны.

Конская шкура подразделяется на следующие участки:
- хаз — задняя часть шкуры (круп и ноги).
- шпигель — уплотнённые участки кожи, располагаемые над сочленением таза и бедренных костей. Участок хаза.
- передина — шкура без хаза. Наиболее ценная часть.

## Классификация готовой кожи
- Обувные кожи.
- Одежно-галантерейная— для пошива одежды, головных уборов, перчаток, сумок, кошельков и прочее. Для этих целей используют шеврет, лайку, замшу, кожу КРС. По виду дубления — используют в основном кожи хромового и хромотаннидного дубления.
- Шорно-седельные — для людского и конного снаряжения. Используется кожа КРС и свиней.
- Технические — для механизмов (например, приводные ремни).

Более широкая классификация включает в себя такие пункты:
- Кожи для верха обуви — для этих целей используют кожи хромового дубления КРС, конские передины и выметки, шевро с различной отделкой — нубук, велюр, спилок, лак. Для верха тяжёлой обуви используют юфть.
- Подкладочные кожи — предназначены для деталей подкладки обуви. В основном для этих целей применяются свиные кожи.
- Кожи для низа обуви — применяются для изготовления стелек и подошв обуви. Для этих целей используют свиные кожи и кожи КРС, а также конские хазы.
- Перчаточные кожи — вырабатываются из овчины, козлины, свиной, собачьей и конских передин.
- Мебельная кожа — для обивки мебели, салонов автомобилей. Используется кожа хромового дубления КРС.
- Пергамент — высушеное недублёное гольё из шкур КРС. Характеризуется высокой твёрдостью, применяется при изготовлении музыкальных инструментов[3].
- Сыромять — недублёная кожа КРС, свиней и лосей. Используется как полуфабрикат для дальнейшей обработки или используется для изготовления конской упряжи и снаряжения.

## Виды кож
- Варёная кожа — кожа растительного дубления, для повышения прочности прошедшая через погружение в горячую воду, в кипящий воск, или подобные вещества. Исторически такая кожа использовалось как броня из-за её твёрдости и малого веса, а также использовалась для книжных переплётов.
- Веган (растительный краст) — кожа растительного дубления, КРС или свиная толщиной от 1 до 3 мм. Предназначена специально для изготовления резных элементов, карвинга и тиснения, широко распространённых в субкультурах, среде байкеров, а также при изготовлении традиционных элементов костюма и обихода жителей запада США (ремни, сёдла, кобуры, ножны и т. п.).
- Велюр — кожа хромового метода дубления, вырабатывается из всех видов шкур, представляет собой перевёрнутую кожу, у которой снаружи оказывается бахтарма, а внутри лицевая сторона (мерея).

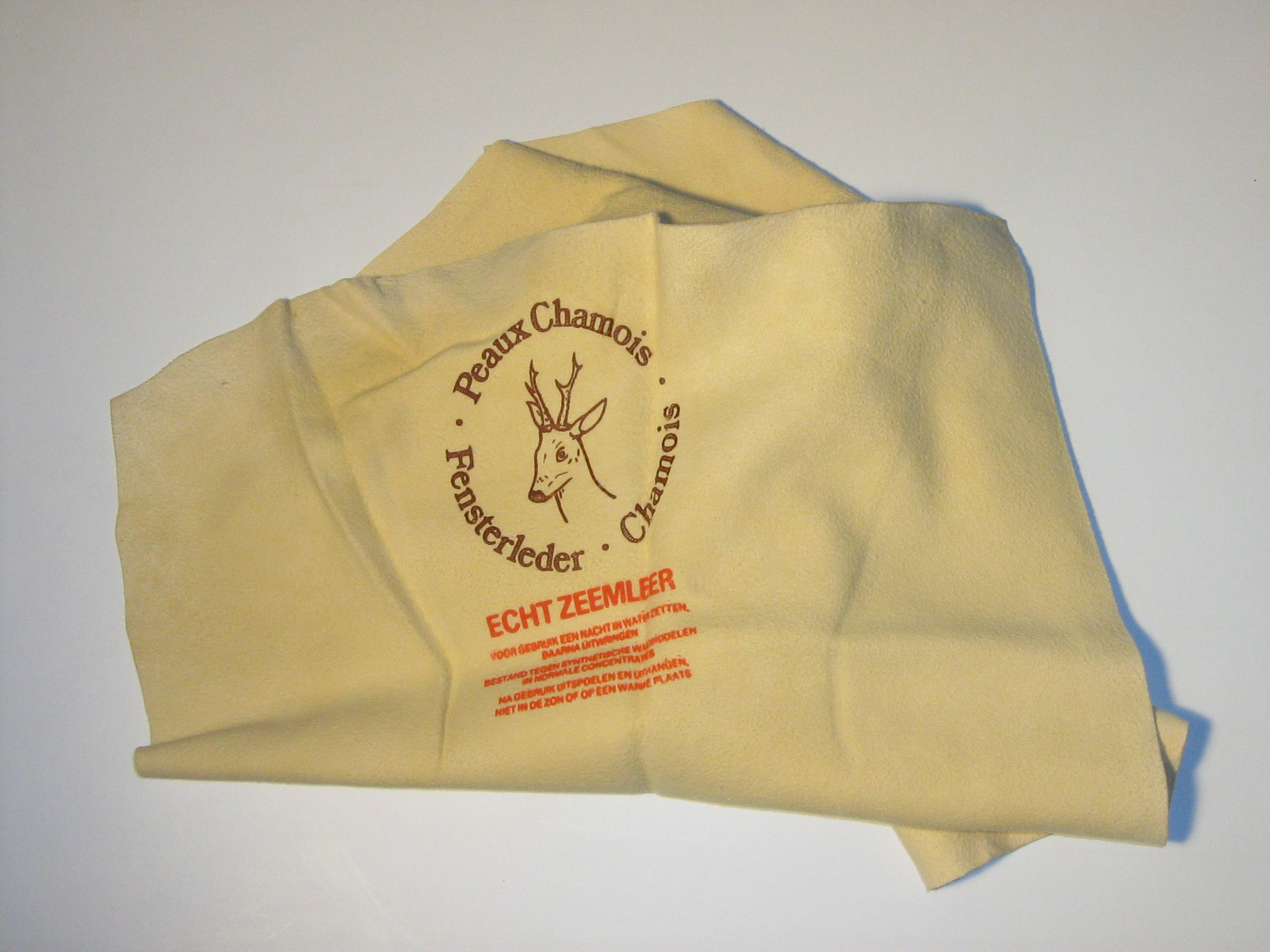
Натуральная замша

- Датская кожа — дублёные кожи по мягкости и эластичности похожие на лайку изамшу. Выделывались из козлин, овчин и шкур диких зверей. Шла на перчатки, обувь и т. д.
- Замша — кожа, выработанная жировым дублением из шкур оленей, лося, диких коз. Это мягкая, рыхлая, но очень прочная бархатистая кожа с густым, низким ворсом с обеих сторон.
- Лайка — мягкая, эластичная кожа, выделываемая из шкур ягнят и козлят хромовым или хромо-жировым дублением. Поверхность мереи гладкая, без морщинок. Лайка применяется исключительно для изготовления перчаток, но в редких случаях может использоваться в других изделиях.
- Латиго — толстая кожа с гладким лицом. Отличается водоотталкивающей пропиткой жировой эмульсией, дополнительно и воском. Первоначально это была алюмоквасцовая сыромять. Сейчас производится комбинированное дубление, хромовое и растительное. Используется для сёдел, потфелей, кошельков и т. п., а с более редким белым цветом идёт на подошвы мокасин индейцев Юго-Запада США[4].
- Наппа — тонкая полуанилиновая кожа, выработанная из шкур крупного рогатого скота и овчины. Может иметь толщину от 0,5 до 1,0 мм. Как правило, наппа эластична, применяется при пошиве одежды, плащей, курток, головных уборов, а также аксессуаров, сумок, клатчей. Основными производителями наппы являются Италия, Испания, Турция.
- Напплак — кожа с нанесённым лаковым покрытием. Чаще всего это лакированная наппа.
- Нубук — мелковорсистая кожа, в процессе выделки подвергающаяся хромовому дублению и шлифовке лицевой поверхности мелкоабразивными материалами, например, песком или мелкозернистой абразивной шкуркой. Нубук похож на замшу, однако изготавливается из других видов кожи, как правило крупного рогатого скота.
- Оленья кожа (в России — ро́вдуга) — кожа, в процессе выделки которой используется жир, мозг животных и другие вещества. В конечном итоге получается эластичный материал, подобный замше, обычно сильно прокопчённый (см. Сыромятная кожа). Один из древнейших видов кожи. В настоящее время чаще используется для этнической одежды или для изготовления портфелей и бумажников.

Пергаментная книга

- Пергамент — кожа, получившая своё название от наименования греческого города Пергам. Это сыромятная кожа, выделанная из шкур ягнят, козлят, телят. Используется для изготовления музыкальных инструментов, например, барабанов, некоторых деталей машин, переплетов книг, а также женских украшений. В былые времена служила основным материалом для письма.
- Рыбья кожа — сыромятная или дублёная кожа от любых достаточно крупных рыб.
- Сафьян — тонкая, мягкая кожа разных цветов, выделываемая растительным дублением обычно из козьих шкур, реже — шкур овец, телят и жеребят. Изначально (во времена Пушкина) сафьяном называли продубленную сумахом и выкрашенную в какой-нибудь из ярких цветов кожу козы. В настоящее время не производится. Сейчас же сафьяновая кожа — это специальной выделки штампованная овечья или телячья кожа, сумки и кейсы из которой стойки к появлению царапин и пятен и легко чистятся.

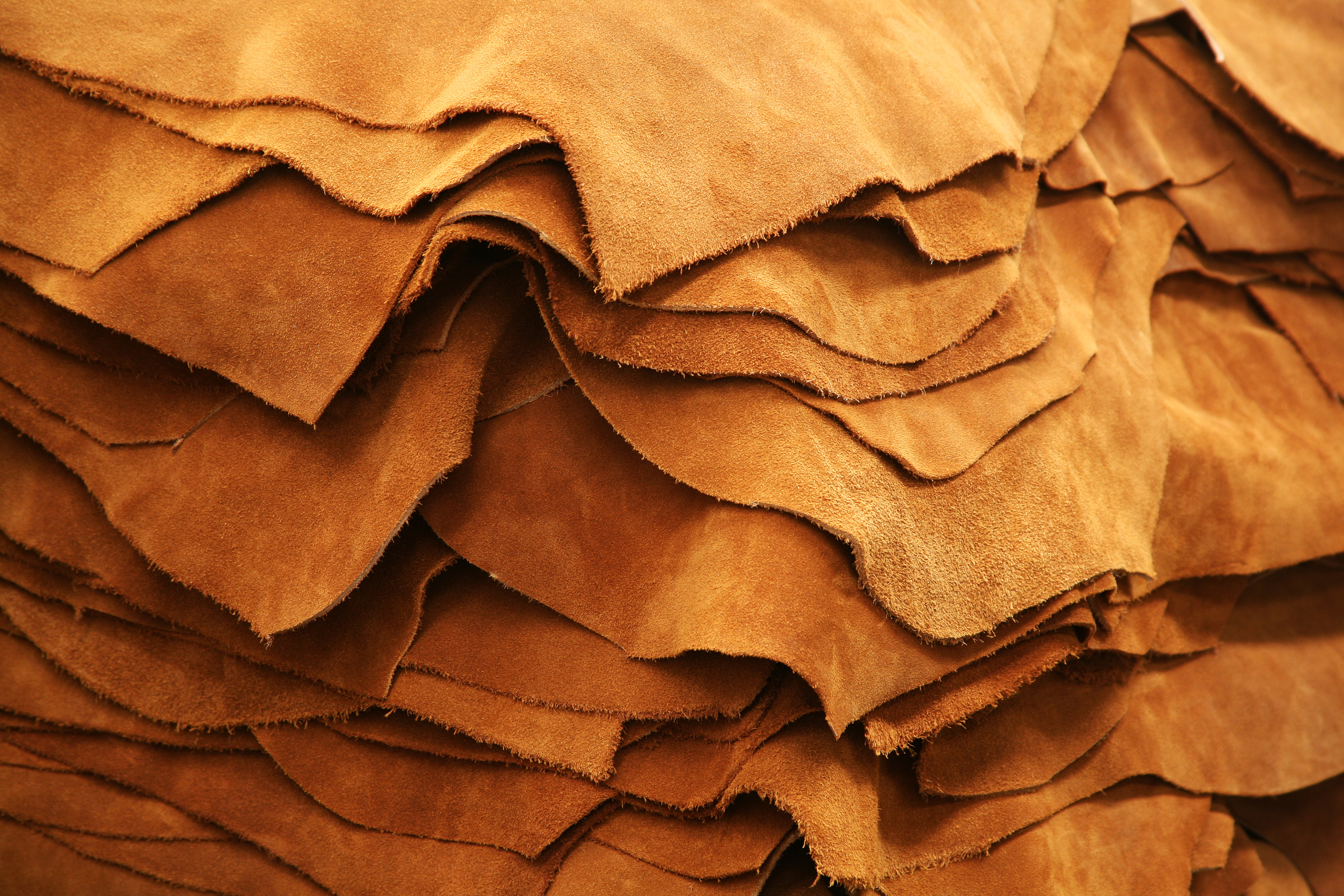
Стопа спилка

- Спилок (спилок-велюр) — слой кожи, полученный в результате слоения (шерфования) хромовых и хромо-жировых кож КРС и свиных кож. Различают С. лицевой, средний и мездровый (или бахтармяный). Из тонкого лицевого С. производят фотокожу или галантерейную кожу. Лицевой С. сравнительно большой толщины и средний С. служат для получения кожи, используемой в основном для изготовления обуви. Из бахтармяного С. и спилка свиных кож изготавливают спилок-велюр для производства обуви и одежды, а также кожи хромового дубления для верха обуви, имеющие искусственную лицевую поверхность. Из толстого и плотного спилка КРС изготавливют обувные и мебельные кожи путём нанесения искусственной мереи и спилок-велюр для производства одежды. Мелкий С. и спилковую обрезь (откраиваемые тонкие края) используют для приготовления технического желатина, клея и др. продуктов растворения коллагена[5].
- Шагрень — (англ. shagreen leather, фр. chagrin) — кожа с декоративной пупырчатой поверхностью. Разновидность шагрени — галюша (фр. galuchat [galyʃa]) — из сырых кож акулы или ската, которые имеют природную шероховатость.
- Шеврет — плотная, эластичная кожа, выработанная из овечьих шкур хромовым дублением. По рисунку мереи она похожа на шевро.
- Шевро — мягкая, плотная, прочная кожа, изготовленная хромовым дублением из шкур коз. На поверхности (мерее) имеет своеобразный рисунок в виде мелких морщинок.

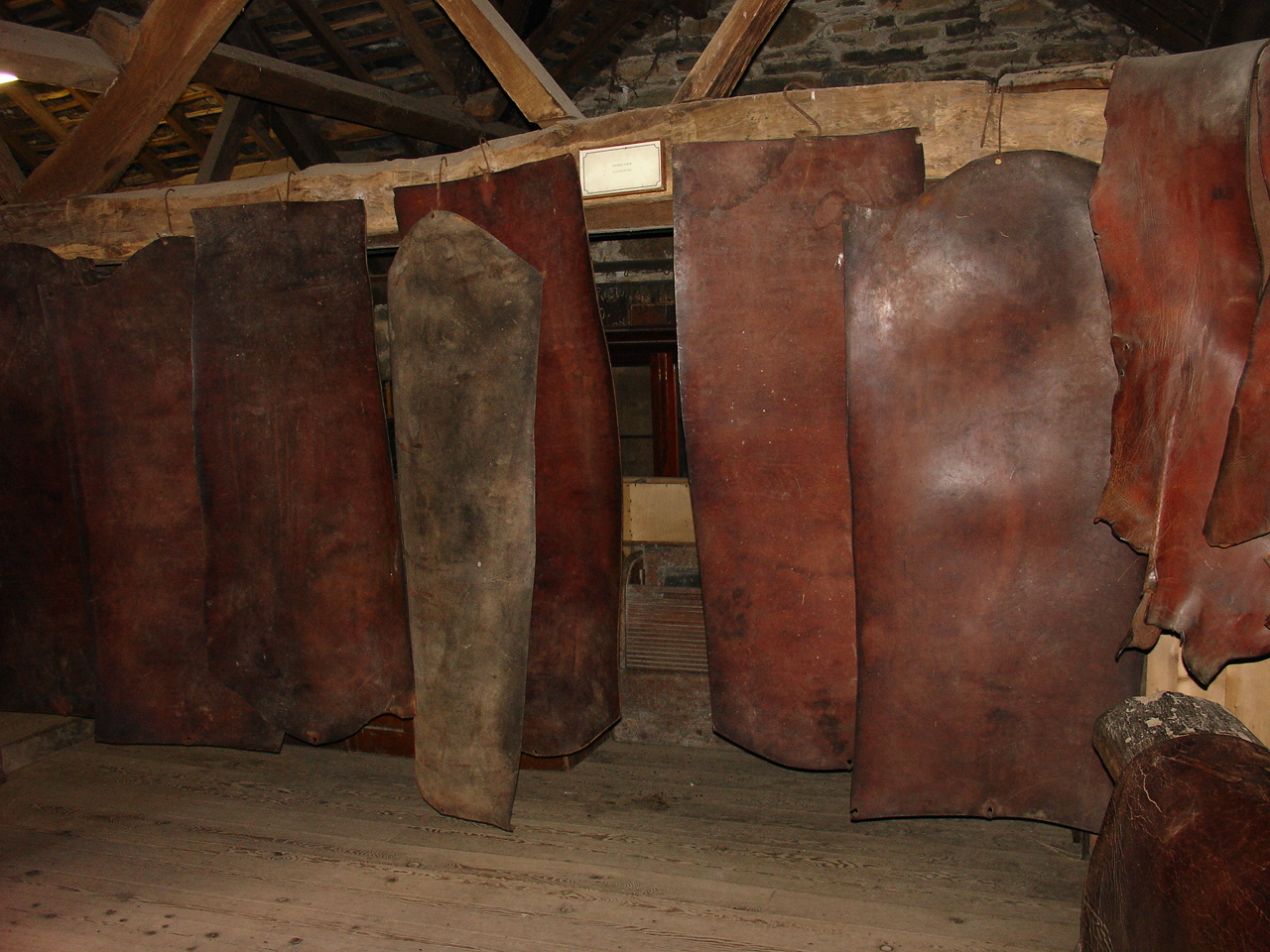
Шора

- Шора или шорно-седельная кожа – толстая и плотная лицевая дублёная кожа повышенной толщины. Одна из самых прочных и долговечных разновидностей кожи. Имеет высокие свойства износостойкости и прочности, которые достигаются благодаря большому содержанию растительных компонентов при производстве. Чаще гладкая, либо с пылевидным тиснением. Получается из шкур крупного рогатого скота (КРС), таких как быки, коровы и буйволы. В редких случаях используются шкуры лошадей и верблюдов.
- Юфть — толстая кожа, выработанная хромовым, хромсинтанновым, хромтаннидным дублением из шкур крупного рогатого скота, взятых с брюха животного. Значительно мягче и пластичней, чем шора. Структура юфти пористая и отдушистая. Содержит большое количество жирующих материалов. «Юфть (юхта, русская кожа) — выделывается из ялового или коровьего сырья и шкур годовалых быков, за исключением сырья телячьего. После промывки и мездрения сырьё подвергается золке, промывке, топтанию и разминанию в толчеях и барабанах, разделке, стружке, отжиманию лица, бучению в киселях, заличке в слабом дубильном соке и затем дублению соковому и пересыпочному. Ю. бывает белая, красная и чёрная. Для белой Ю. отбираются лучшие кожи…» (Энциклопедический словарь Ф. А. Брокгауза и И. А. Ефрона).